# Reprezentacja Francji U-20 w piłce nożnej kobiet
Reprezentacja Francji U-20 w piłce nożnej kobiet – kobieca piłkarska reprezentacja Francji do lat 20. Największym sukcesem reprezentacji jest II miejsce na mistrzostwach świata w 2016 roku.

## Udział w turniejach międzynarodowych

### Mistrzostwa Świata
| Rok   | Runda                   | M                       | W                       | R                       | P                       | GZ                      | GS                      |
| ----- | ----------------------- | ----------------------- | ----------------------- | ----------------------- | ----------------------- | ----------------------- | ----------------------- |
| 2002  | Faza grupowa            | 3                       | 1                       | 0                       | 2                       | 2                       | 7                       |
| 2004  | Nie zakwalifikowała się | Nie zakwalifikowała się | Nie zakwalifikowała się | Nie zakwalifikowała się | Nie zakwalifikowała się | Nie zakwalifikowała się | Nie zakwalifikowała się |
| 2006  | Ćwierćfinał             | 4                       | 2                       | 0                       | 2                       | 7                       | 3                       |
| 2008  | IV miejsce              | 6                       | 3                       | 0                       | 3                       | 12                      | 13                      |
| 2010  | Faza grupowa            | 3                       | 1                       | 1                       | 1                       | 4                       | 5                       |
| 2012  | Nie zakwalifikowała się | Nie zakwalifikowała się | Nie zakwalifikowała się | Nie zakwalifikowała się | Nie zakwalifikowała się | Nie zakwalifikowała się | Nie zakwalifikowała się |
| 2014  | III miejsce             | 6                       | 4                       | 1                       | 1                       | 16                      | 5                       |
| 2016  | II miejsce              | 6                       | 3                       | 2                       | 1                       | 8                       | 6                       |
| 2018  | IV miejsce              | 6                       | 3                       | 2                       | 1                       | 10                      | 3                       |
| 2022  | Ćwierćfinał             | 4                       | 2                       | 1                       | 1                       | 7                       | 5                       |
| 2024  | Awans                   | Awans                   | Awans                   | Awans                   | Awans                   | Awans                   | Awans                   |
| 2026  | Do ustalenia            | Do ustalenia            | Do ustalenia            | Do ustalenia            | Do ustalenia            | Do ustalenia            | Do ustalenia            |
| Razem | 9/11                    | 38                      | 19                      | 7                       | 12                      | 66                      | 47                      |

## Aktualny skład
Aktualny skład drużyny można przeglądać na stronie soccerdonna.de.